# La que se avecina
La que se avecina és una sèrie de televisió produïda per Mediaset España i Infinia, emesa a Telecinco des del 22 d'abril del 2007 amb bons registres d'audiència. L'adaptació d'Aquí no hay quien viva va obtenir en la seva estrena un 28,8% de share i va ser líder en gairebé totes les seves emissions durant la primera temporada.
El 3 d'abril del 2008, Telecinco va estrenar la segona temporada amb una sensible baixada d'audiència respecte a la primera temporada. Després d'una pausa d'un mes, les audiències van baixar encara més, fet que va motivar que Telecinco traslladés la sèrie a la franja nocturna. Aquest canvi va ser tot un èxit, ja que l'audiència va pujar de manera considerable, superant el 24% de quota de pantalla. La sèrie va acomiadar la seva segona temporada, el diumenge 3 d'agost del 2008, batent rècord de temporada i aconseguint el segon millor share de la seva història en congregar el 25,5% de l'audiència espanyola.
El 2022 va ser reconeguda amb el premi Ondas a la millor sèrie de comèdia.

## Argument de la sèrie
La sèrie narra les aventures i els problemes quotidians d'una peculiar comunitat de veïns a la «luxosa» urbanització Mirador de Montepinar. Aborden els problemes de l'habitatge espanyol, en una urbanització que anuncia uns serveis que, en realitat, no té. A més a més, s'aborda el «boom» immobiliari actualment inexistent, i la dificultat dels joves per accedir a l'habitatge. El complex residencial es troba a la perifèria d'una gran ciutat (suposadament Madrid) a uns 15 minuts del centre, està compost per un bloc de tres pisos, amb un total de deu habitatges, dos baixos i dos àtics, quatre locals comercials, una porteria, l'aparcament i les zones comunes. Aquests arguments són emprats a la primera temporada, després la sèrie se centra exclusivament en les relacions de convivència entre els veïns de Montepinar.

## Equip tècnic

### Guionistes
El guió està compost per diferents línies argumentals, en una d'elles es planteja la trama principal i la trama secundària, on una es tanca al mateix capítol, i les altres trames es van desenvolupant al llarg de la sèrie. Els guionistes principals són Alberto i Laura Caballero, Daniel Deorador i Sergio Mitjans, tot i que també han arribat a col·laborar-hi ocasionalment altres guionistes. Alberto Caballero, productor executiu i guionista de La que se avecina, en desenvolupar els guions es basa en les històries escrites de Jardiel Poncela i Miguel Mihura, per combinar les trames amb l'«humor absurd i inclassificable» als diàlegs. Segons Caballero, s'aprofiten les situacions quotidianes per dur-les a terme al terreny salvatge o surrealista, les quals sorgeixen d'experiències viscudes tant pels actors com per l'equip de la sèrie. A més a més, els germans Caballero comentaren que «molts vam deixar el centre, ens vam anar als afores amb una hipoteca asfixiant i amb unes qualitats molt dolentes […] els hem fet la mateixa cosa als habitants de Montepinar». Els personatges desenvolupen part dels pecats capitals, com l'avarícia, l'enveja i la por. Fou aleshores, a partir de la tercera temporada, quan la ficció patí canvis importants tant en els personatges com en les trames, i comptà amb prou èxit per a realitzar una quarta temporada atesa l'audiència.

## Temporades
| Temporada | Temporada | Episodis | Estrena               | Final                   | Audiència mitjana | Audiència mitjana | Audiència mitjana |
| Temporada | Temporada | Episodis | Estrena               | Final                   | Espectadors       | Quota             |                   |
| --------- | --------- | -------- | --------------------- | ----------------------- | ----------------- | ----------------- | ----------------- |
|           | 1         | 13       | 22 d'abril de 2007    | 22 de juliol de 2007    | 3 184 000         | 21,2%             |                   |
|           | 2         | 15       | 3 d'abril de 2008     | 3 d'agost de 2008       | 2 862 000         | 19,5%             |                   |
|           | 3         | 14       | 10 de juny de 2009    | 16 de septembre de 2009 | 2 170 000         | 16,2%             |                   |
|           | 4         | 12       | 26 de maig de 2010    | 4 d'agosto de 2010      | 2 180 000         | 15,1%             |                   |
|           | 5         | 13       | 1 de maig de 2011     | 24 de juliol de 2011    | 2 793 000         | 16,1%             |                   |
|           | 6         | 13       | 1 d'octubre de 2012   | 28 de gener de 2013     | 4 148 000         | 22,3%             |                   |
|           | 7         | 13       | 2 de desembre de 2013 | 10 de març de 2014      | 4 108 000         | 21,3%             |                   |
|           | 8         | 16       | 13 d'octubre de 2014  | 18 de maig de 2015      | 4 006 000         | 23,7%             |                   |
|           | 9         | 19       | 5 d'abril de 2016     | 19 de desembre de 2016  | 3 688 000         | 22,4%             |                   |
|           | 10        | 16       | 4 d'octubre de 2017   | 21 de desembre de 2017  | 2 927 000         | 20,0%             |                   |
| Total     | 10        | 144      | 22 d'abril de 2007    |                         |                   |                   |                   |

A continuació es mostren les diferents temporades amb el repartiment per temporada i el nom dels diferents capítols així com breu resum d'aquests:

### 1a temporada
- Adrià Collado és Sergio Arias
- Guillermo Ortega és Joaquín Arias
- Antonio Pagudo és Javier Maroto Gutiérrez
- Macarena Gómez és María Dolores "Lola" Trujillo Pacheco
- Eva Isanta és Maite Figueroa
- Pablo Chiapella és Amador Rivas Latorre
- Beatriz Carvajal és Gregoria "Goya" Gutiérrez
- Ricardo Arroyo García és Vicente Maroto
- Malena Alterio és Cristina Aguilera
- Roberto San Martín és Silvio Ramírez
- Luis Miguel Seguí és Leonardo "Leo" Romaní
- Jordi Sánchez és Antonio Recio Matamoros
- Nathalie Seseña és Berta Escobar
- José Luis Gil és Enrique Pastor
- Isabel Ordaz és Araceli Madariaga de la Vega
- Emma Penella és Rosario "Charo" de la Vega
- Eduardo García és Francisco Javier "Fran" Pastor Madariaga
- Mariví Bilbao és Izaskun Sagastume
- Gemma Cuervo és María Teresa "Mari Tere" Valverde
- Eduardo Gómez és Máximo "Maxi Angulo"
- Nacho Guerreros és Coque Calatrava
- Elio González és Eric Cortés
- Vanessa Romero és Raquel Villanueva
- Fabio Arcidiácono és Fabio Sabatani
- Sofía Nieto és Sandra Espinosa

### 2a temporada
Abandonen la sèrie
- Emma Penella com Rosario "Charo" de la Vega[a]
- Malena Alterio com Cristina Aguilera
- Fabio Arcidiácono com Fabio Sabatani
- Isabel Ordaz com Araceli Madariaga de la Vega

S'incorporen a la sèrie
- Manuel Andrés com Julián Pastor[b]
- Cristina Medina com Angelines "Nines" Chacón
- Mónica Pérez com Blanca Neruda

### 3a temporada
Abandonen la sèrie
- Roberto San Martín com Silvio Ramírez[c]
- Mónica Pérez com a Blanca Neruda[d]
- Sofía Nieto com a Sandra Espinosa
- Adrià Collado com a Sergio Arias
- Guillermo Ortega com a Joaquín Arias
- Elio González com a Eric Cortés
- Manuel Andrés com a Julián Pastor

S'incorporen a la sèrie
- Antonia San Juan com a Estela Reynolds
- Cristina Castaño com a Judith Becker
- José Lamuño com a Hugo García (4 capítols)

### 4a temporada
- Cristina Castaño com Judith Beker
- Jose Luís Gil com Enrique Pastor
- Pablo Chiapella com Amador Rivas
- Macarena Gómez com Lola Trujillo
- Jordi Sanchez com Antonio Recio
- Eduardo Gomez com Maxi Angulo
- Eduardo Garcia com Fran Pastor
- Beatriz Carvajal com Gregoria
- Antonia San Juan com Estela Reinolds
- Antonio Pagudo com Javier Maroto
- Carlota Boza com Carlota Rivas Figueroa
- Fernando Boza com Nano Rivas Figueroa
- Rodrígo Espinar com Rodrigo Rivas Figueroa
- Gemma Cuervo com Maritere
- Mariví Bilbao com Izascun Sagastume
- Cristina Medina com Nines Chacón
- Vanessa Romero com Raquel Villanueva
- Nacho Guerreros com Coque Calatraba
- Nathalie Seseña com Berta Escobar
- Eva Isanta com Maite Figueroa
- Ricardo Arroyo com Vicente Maroto
- Luís Miguel Seguí com Leo Romanie

### 5a temporada
Abandonen la sèrie
- Beatriz Carvajal com Gregoria "Goya" Gutiérrez
- Antonia San Juan com Estela Reynolds
- Gemma Cuervo com María Teresa "Mari Tere" Valverde

S'incorporen a la sèrie
- Amparo Valle com Justiniana "Justi" Latorre
- María Casal com Reyes Ballesteros

Es reincorpora a la sèrie
- Isabel Ordaz com Araceli Madariaga de la Vega

### 6a temporada
Abandonen la sèrie
- María Casal com Reyes Ballesteros
- Amparo Valle com Justiniana "Justi" Latorre

S'incorporen a la sèrie
- Sílvia Abril com a Violeta Recio
- Fernando Tejero com a Fermín Trujillo

Es reincorporen a la sèrie
- Adrià Collado com a Sergio Arias
- Antonia San Juan com a Estela Reynolds

### 9a temporada
- Cristina Castaño marxa de La que se avecina.

### 10a temporada
- Pepa Rus s'incorpora en uns quants capitols i fa de Clara la cosina de Yolanda Morcillo (Miren Ibarguren).

### 10×01:UN SHOW-ROOM, UN GOBIERNO EN FUNCIONES Y UN MARIQUITA NEGADOR
Culmina el mandat presidencial de Vicente, deixant un buit de poder que ningú desitja ocupar. La incipient amistat entre Lola i Yolanda provoca la gelosia de Javi i Coque estudia la manera de trencar amb Nines sense que pateixi. Mentrestant, Maite, penedida de la seva reprovable acció, afronta les conseqüències del seu intent d'assassinat a Amador, mentre busca desesperadament la manera d'eludir la presó. D'altra banda, l'Alba aconsegueix convèncer a Enrique que el seu pare, el patriarca del clan Recio, està completament enamorat d'ell. La relació entre l'exregidor de l'ajuntament i el majorista de peix s'estrenyerà, posant a prova la virilitat de tots dos.

### 10 × 02: "UNA ASEXUAL, UNAS AMIGIS I UN FANTASMA GOLOSO"
Ha transcorregut un any des que Bruno va arribar deprimit a Mirador de Montepinar. Ara, el consumat pianista s'obrirà a l'amor, iniciant un romanç amb Maite, incipient relació que es veurà amenaçada pels traumes del seu divorci i pel seu desconeixement i inexperiència en el mercat dels lliguis. El retrobament del concertista amb Gloria, la seva exdona, i de Maite amb Hèctor, el ben plantat artista multidisciplinari amb el qual va mantenir una apassionada relació, dificultarà l'acostament entre la parella. Mentrestant, Amador, incapaç de superar la seva ruptura amorosa amb Yolanda, convertirà la seva vida i la del seu germà Teodoro en un autèntic infern. Mentrestant, Alba, enfonsada després de la seva ruptura sentimental, buscarà refugi en les seves amigues, descobrint que realment no té cap. Moguda per l'amor incondicional a la seva filla, Berta la ajudarà a recuperar a les seves antigues amistats. Enric, conscient que el sexe és l'element que sempre fa fracassar les seves relacions amb les dones, decideix apuntar-se a un club de asexuals, iniciativa en què s'immiscuirà seu amic Antonio Recio. Com a propietari del Max & Henry, Enrique exigeix a Fermín el pagament immediat dels mesos de lloguer deguts. Determinat a saldar el deute, el pare de Lola orquestrarà una estafa per estafar a Bruno. Per la seva banda, Menchu i Yoli s'apoderen del Max & Henry per convertir-lo en el Restaurant 'Els Fogons de Menchu', arribant a Expulsar Fermín del mateix. A més, Raluka arriba de nou a l'Edifici, i aquesta vegada ve per quedar-se ...

### 10×03:UNA SUGARBABY, UN FILET MUÑÓN Y UN DIÓGENES EXPRÉS
Amador no vol perdre a Yoli i decideix posar-la gelosa contractant a una jove universitària, un sugar baby que interpretarà l'actriu Sara Salamó. D'altra banda, Antonio Recio intentarà convèncer el seu amic Enrique per muntar junts un restaurant. Per garantir l'èxit acorden contractar un prestigiós xef, el qual serà interpretat per Pablo Carbonell. Per la seva banda, Fermín ja no té el Max & Henry, així que amb l'ajuda de Menchu intentarà reflotar 'Tele Espeto' venent els espetos amb la moto i deixant anar en un taüt amb rodes. Mentrestant, Bruno lluitarà per conquerir a Maite enfrontant-se a Hèctor, l'artista multidisciplinari que ha tornat amb Maite i no té intenció de deixar-la sense lluitar.

### 10 × 04: "UNA CONSERJA, UN ROMANCE IMPOSIBLE I UN CUESCO TRAICIONERO"
Apressat per la necessitat de cobrir la vacant de conserge, Fermín es veu obligat a Contractar Clara (Personatge Interpretat per Pepa Rus), neboda de Menchu, però no sembla que els seus acompliments laborals la facin brillar. Malgrat els intents de la jove per agradar a la comunitat de veïns, Fermín vol desfer-se d'ella sigui com sigui. A causa del seu embaràs, Chusa tracta de desatendre les seves obligacions sota qualsevol excusa. Els fills de la Cuqui, farts de ser ells els que hagin de fer front a les tasques domèstiques, ideen un pla amb el qual aconseguir que Chusa torni a la feina. Yoli està decidida a no tornar a veure més a Amador. No obstant això, el Capità Salami no sembla convençut, pel que ordena a Teodoro que segueixi molt de prop la seva exnòvia. A més, Alba comença una relació amb Enrique a esquena dels seus pares, que intentaran sota qualsevol mitjà endevinar la identitat del nuvi de la seva filla. D'altra banda, Vicente es troba devastat després de la marxa del pis de Fermín. La seva solució serà mudar-se a l'àtic del seu fill, decisió que no li prova gens bé a Lola. L'actriu intentarà convèncer Javi que, donada l'edat del seu pare, la millor solució és ingressar-lo en una residència geriàtrica.

### 10×05:UNA NOVIA VIRTUAL, UNA PRETTY CHACHA Y UN MAMONEO CONFUSO
Teodoro i Yoli mantenen una relació clandestina que amenaça l'estabilitat de la comunitat, i per passar temps junts i evitar que el seu germà s'assabenti d'aquesta relació, Teodoro li regala a Amador una núvia virtual en una Tablet (Personatge Interpretat per Ana Rujas). A més, Amelia (personatge interpretat per Gloria Muñoz), la mare de Bruno, arribarà per conèixer a Chusa, la mare del seu futur net. Convertir Chusa en una dona sofisticada i elegant per poder presentar-la en societat serà la principal prioritat del pianista. Mentrestant, Lola es reincorpora al mercat laboral després d'acceptar una feina, el que suscitarà el recel del seu marit. D'altra banda, Esperança Elipe interpreta en el proper episodi a una antiga companya d'Universitat d'Enrique. Tots dos tornaran a reprendre el contacte després de molt temps sense veure. Enrique tindrà una cita amb ella per evitar que Antonio s'assabenti que manté una relació amb l'Alba. No obstant això, aquesta cita portarà amb si conseqüències inesperades.

### 10×06:UN REFERENTE PATERNO, UNA MALDICIÓN RUMANA Y LA CAZA DEL FORNICADOR DEL TRASTERO
Amador, després de ser elegit vicepresident de Mirador de Montepinar, portarà a terme una singular tasca: descobrir què residents de la urbanització utilitzen els trasters per deixar a la seva passió. D'altra banda, Fermín, determinat a convertir-se en propietari, demana a Menchu que es casi amb ell, ignorant que la seva estimada no és una dona que es casa amb qualsevol.
A l'Recio li ha costat molt acceptar la transsexualitat de la seva filla, però després de l'exitosa operació de canvi de sexe d'Alba comença a replantejar-se el seu paper com a pare. Determinat a estrènyer la seva relació paterno-filial, el majorista de peix comença a passar més temps amb la seva primogènita i a prodigar-inusuals mostres d'afecte. Aquesta insòlita situació dificultarà el festeig clandestí d'Alba amb Enrique.
A més, Diego, empresari d'èxit i fill de Fina arriba a la ciutat procedent de la Xina per demanar matrimoni a la Raquel, amb qui manté una relació a distància a través de Skype. En el complex residencial, es trobarà amb la forta oposició de Minguito, nou conserge de l'immoble que pretén reconquistar la prima de Nines.

### 10×07:UNA HIPOTECA BIENESTAR, DOS INVENTORES FRUSTRADOS Y UNA MARISQUERÍA CABARET
Javi descobreix que el seu pare manté una relació sentimental amb Raluka. Mentre l'ambiciosa núvia del seu pare comença a integrar-se en la família Maroto, el primer mandatari de Mirador de Montepinar tractarà de dinamitar aquesta relació. Profundament enamorada d'Enrique, Alba bolca els seus esforços en renovar el bar del seu nuvi Enric, que a partir d'ara passarà a denominar-se 'El rinconciti d'Alba'. Mentrestant, Antonio, molest per la relació sentimental que el seu amic manté amb la seva filla, decideix fer-li la competència muntant al local contigu un restaurant molt singular, El Cau d'Antonio, el seu Marisqueria Cabaret. Inscriure els seus noms en els annals de la Història i poder fer-se rics és el doble objectiu que portarà a Amador i Fermín a inventar objectes i sistemes absurds per així poder participar en un prestigiós concurs d'inventors. D'altra banda, Menchu comença a tenir fantasies amb Teodoro, el nuvi de la seva filla Yoli, després de veure'l nu accidentalment. A més, Maite posa en marxa un estudiat pla: buscar núvia a Bruno per així seguir tenint a Chusa com a empleada domèstica. No obstant això, es trobarà amb un obstacle inesperat: la pròpia Chusa, que lluitarà aferrissadament pel seu amor.

### 10×08:UN SUEGRO LAPA, UNA MARUJA LIBERADA Y UNA EPIDEMIA YOUTUBER
Fermín tracta de reprendre el seu romanç amb Menchu. No obstant això, la mare de Yoli, desitjosa de viure noves i excitants experiències, posa al pare de Lola una condició sine qua non: mantenir a partir d'ara una relació oberta. Aquesta situació revitalitzarà la vida íntima de tots dos. Mentrestant, els residents de Mirador de Montepinar descobreixen que els YouTubers famosos guanyen molts diners, pel que decideixen crear immediatament els seus respectius canals de YouTube, amb els quals esperen fer-se rics molt aviat. És llavors quan es desencadena la guerra per acaparar el major nombre de followers al complex residencial. Després quedar-se a l'atur, Javi descobreix que Ojos de Pollastre és un geni de la informàtica, de manera que no dubta a utilitzar el seu talent per aconseguir feina. Mentrestant, Alba decideix mudar-se a l'apartament d'Enrique amb un únic objectiu: provocar la 'fugida' del seu pare perquè torni a la llar conjugal. No obstant això, manipular al majorista de peix serà una àrdua tasca.

### 10×09:UN CHUPITO CASTRADOR, UN MOZO LEAL Y SUMISO Y DOS ESTRATEGAS DEL AMOR
L'omnipresència d'Amador en la seva vida durà a Yoli a propiciar una trobada entre Sandra, una atractiva amiga seva, i la seva exparella perquè aquest els deixi en pau. Marta Torné donarà vida a aquesta jove carismàtica, culta i elegant que suscitarà l'interès d'Amador. Obsessionada amb mantenir la seva relació de parella, Alba tracta de mostrar-distant amb Enrique perquè segueixi pendent d'ella. No obstant això, la seva estudiada estratègia amorosa no té l'efecte desitjat. A més, Bruno inicia una ronda d'entrevistes amb diversos candidats que esperen ocupar el lloc de conserge substitut, un procés de selecció que resulta ser infructuós. D'altra banda, Menchu pressiona Fermín perquè col·labori econòmicament a sufragar les despeses domèstiques, de manera que el pare de Lola es veu obligat a treballar com a empleat d'Antonio en Mariscos Recio. Mentrestant, Vicente inicia una nova relació sentimental amb Manuela, amb la qual comença a malbaratar el seu patrimoni. Angoixat per l'actitud del seu progenitor i la preocupant minva de la seva herència, Javi decideix intervenir, acudint al costat de Lola al bufet de José Ignacio (L'Advocat Barroer Interpretat per Xavier Deltell), que els assessorarà sobre la manera d'inhabilitar Vicente.